# 재즈 퓨전
재즈 퓨전(jazz fusion), 재즈 록(jazz rock), 재즈 록 퓨전(jazz rock fusion), 또는 간단히 퓨전(fusion))은 1960년대 후반 음악가들이 재즈 하모니와 즉흥 연주를 록 음악, 펑크, 리듬 앤 블루스와 결합하면서 발전한 대중음악 장르이다. 록에서 인기 있었던 일렉 기타, 앰프, 키보드 등이 재즈 음악가, 특히 로큰롤을 들으며 자란 이들에 의해 사용되기 시작했다.
재즈 퓨전 편곡은 복잡성이 다양하다. 어떤 곡은 단순하고 반복적인 멜로디와 함께 단일 키 또는 단일 코드에 고정된 그루브 기반의 뱀프를 사용한다. 다른 곡들은 정교한 코드 진행, 비전통적인 박자표 또는 대위 멜로디를 가진 멜로디를 사용한다. 이러한 편곡들은 단순하든 복잡하든, 다른 재즈 형태와 마찬가지로 길이가 다양할 수 있는 즉흥 연주 부분을 포함한다.
재즈와 마찬가지로 재즈 퓨전은 트럼펫, 색소폰과 같은 금관 악기 및 목관 악기를 사용할 수 있지만, 다른 악기들이 이들을 대체하는 경우가 많다. 재즈 퓨전 밴드는 피아노와 콘트라베이스를 덜 사용하는 경향이 있으며, 일렉 기타, 전기 피아노, 신시사이저, 베이스 기타를 더 많이 사용한다.
"재즈 록"이라는 용어는 때때로 "재즈 퓨전"의 동의어로 사용되며, 1960년대 후반과 1970년대에 재즈 요소를 자신들의 음악에 추가한 록 밴드들이 연주한 음악을 지칭하기도 한다. 1970년대 10년간의 인기를 누린 후, 퓨전은 1980년대에 걸쳐 즉흥적이고 실험적인 접근 방식을 확장했으며, 이와 병행하여 라디오 친화적인 스타일인 스무드 재즈가 발전했다. 1990년대와 2000년대에도 실험은 계속되었다. 같은 그룹이나 아티스트가 만든 퓨전 앨범이라 할지라도 다양한 음악 스타일을 포함할 수 있다. 퓨전은 정형화된 음악 스타일이라기보다는 하나의 음악적 전통 또는 접근 방식으로 볼 수 있다.

## 역사

### 기원
존 콜트레인이 1967년에 사망했을 때, 록은 미국에서 가장 인기 있는 음악이었고, 다운비트 잡지는 심지어 "우리가 아는 재즈는 죽었다"는 헤드라인을 내세웠다. 올뮤직은 "1967년경까지 재즈와 록의 세계는 거의 완전히 분리되어 있었다"고 말한다.

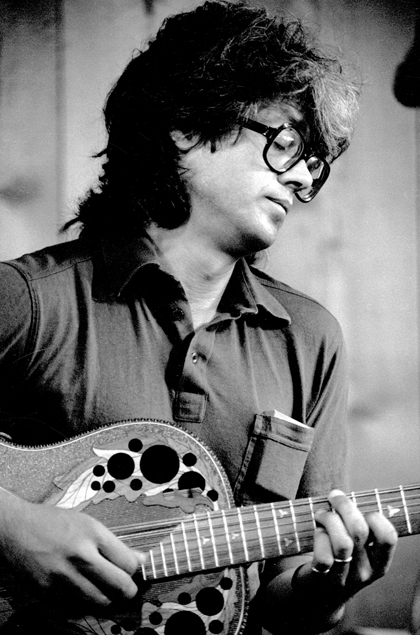
기타리스트 래리 코리엘

때때로 퓨전의 대부라고 불리는 기타리스트 래리 코리엘은 록앤롤을 들으며 자란 음악가 세대를 언급하며 "우리는 마일스를 사랑했지만 롤링 스톤즈도 사랑했다"고 말했다. 1966년, 그는 드러머 밥 모지스와 함께 더 프리 스피리츠 밴드를 결성하고 1967년에 발매된 밴드의 첫 앨범 Out of Sight and Sound를 녹음했다. 같은 해, 다운비트는 록 음악에 대한 보도를 시작했다. 더 프리 스피리츠 이후, 코리엘은 비브라폰 연주자 게리 버튼이 이끄는 쿼텟의 일원이었고, 록 기타의 영향을 받은 앨범 더스터를 발매했다. 버튼은 보스턴 버클리 대학의 전 학생들이었던 코리엘, 마이크 녹, 스티브 마커스가 참여한 카운트의 잼 밴드 Tomorrow Never Knows를 프로듀싱했다.
퓨전의 선구자들은 탐험, 에너지, 전기적 특성, 강렬함, 기교, 그리고 음량을 강조했다. 찰스 로이드는 1966년 몬터레이 재즈 페스티벌에서 키스 자렛과 잭 디조넷이 포함된 쿼텟과 함께 록과 재즈의 조합을 연주했다. 로이드는 록 공연장인 필모어 웨스트에서 연주하고, 화려한 옷을 입고, 자신의 앨범에 Dream Weaver와 Forest Flower와 같은 제목을 붙여 1967년에 베스트셀러 재즈 앨범이 되었다. 플루트 연주자 제레미 스타이그는 비브라폰 연주자 마이크 마이니에리와 함께 그의 밴드 제레미 & 더 사티르에서 재즈를 실험했다. 재즈 레이블 버브 레코드는 록 기타리스트 프랭크 자파의 첫 앨범(Freak Out)을 1966년에 발매했다. 라산 롤랜드 커크는 런던의 로니 스콧 재즈 클럽에서 지미 헨드릭스와 함께 공연했다.
음악 저널리스트 자이드 무다페르에 따르면, "재즈 퓨전"이라는 용어는 데이비드 액설로드의 순수의 노래가 1968년에 발매되었을 때 리뷰에서 처음 사용되었다. 액설로드는 데이비스가 Bitches Brew를 구상하기 전에 이 앨범을 연주했다고 말했다.

### 마일스 데이비스, 전기를 연결하다

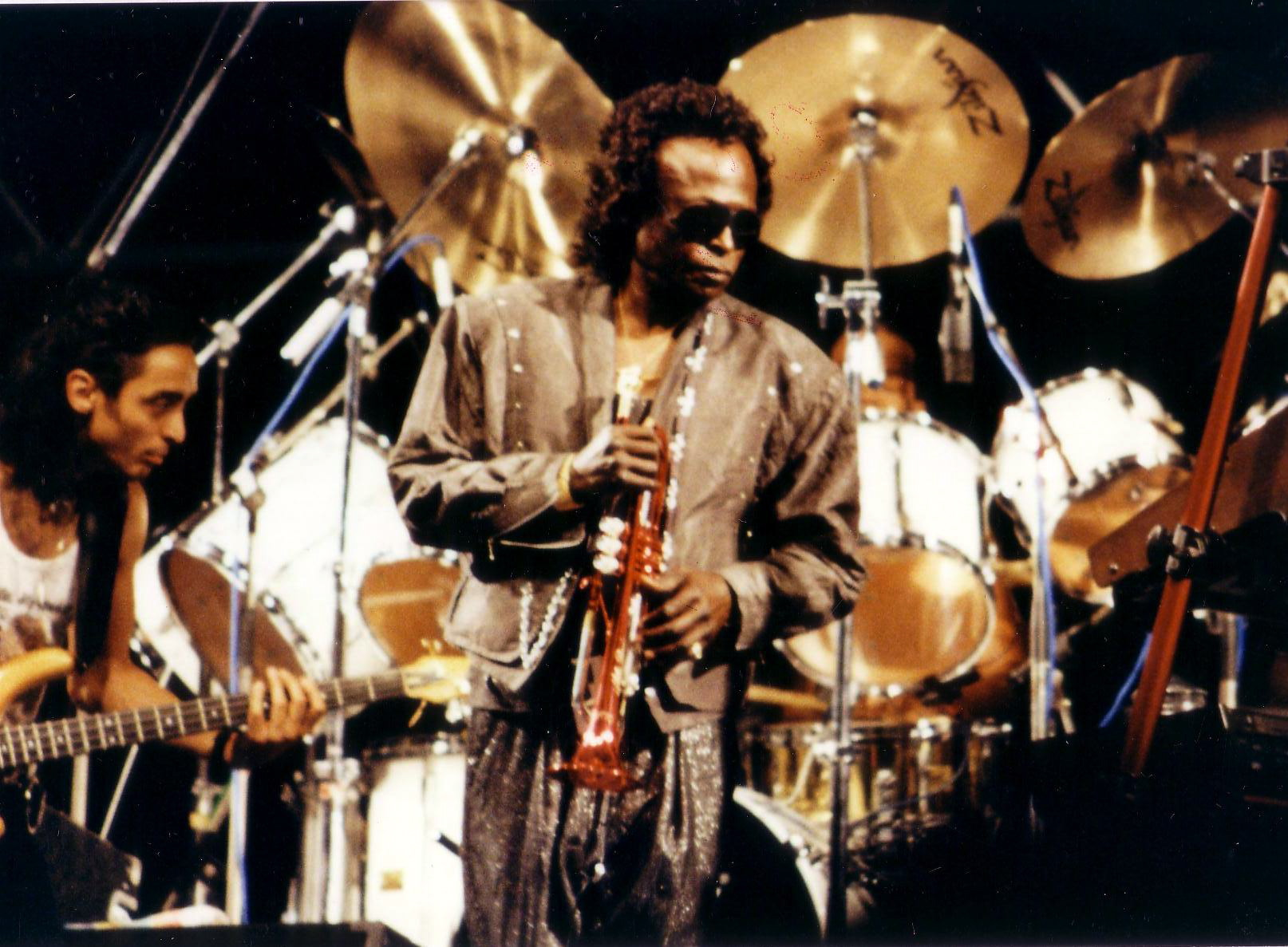
트럼펫 연주자 마일스 데이비스는 퓨전 발전의 핵심 인물이었다.

마일스 데이비스는 1968년에 지미 헨드릭스, 제임스 브라운, 슬라이 앤 더 패밀리 스톤의 음악을 듣고 있었다고 자서전에서 썼다. 데이비스 밴드의 멤버로서, 칙 코리아와 허비 행콕은 Filles de Kilimanjaro에서 전기 피아노를 연주했다. 데이비스의 1969년 앨범 In a Silent Way는 그의 첫 퓨전 앨범으로 간주된다. 두 개의 긴 즉흥 모음곡으로 구성되어 테오 마세로에 의해 대폭 편집된 이 앨범은 재즈 퓨전의 선구자들인 코리아, 핸콕, 토니 윌리엄스, 웨인 쇼터, 조 자비눌, 존 맥러플린이 참여하여 만들어졌다. 데이비스가 1969년에 Bitches Brew를 녹음했을 때, 그는 스윙 비트를 거의 포기하고 로큰롤 백비트와 베이스 기타 그루브를 선호했다. 이 앨범은 "대규모 앙상블의 프리 재즈 블로잉과 전자 키보드 및 기타, 그리고 빽빽한 퍼커션 믹스를 결합했다." 데이비스는 트럼펫을 마치 일렉 기타처럼 연주했다—전자 효과와 페달에 연결하여. 첫 해가 끝날 무렵, Bitches Brew는 40만 장이 팔렸는데, 이는 마일스 데이비스 앨범 평균의 4배였다.
Bitches Brew가 그에게 골드 레코드를 안겨주었지만, 전기 악기와 록 비트의 사용은 일부 재즈 비평가들 사이에서 동요를 일으켰고, 그들은 데이비스가 재즈의 본질을 배신했다고 비난했다. 음악 비평가 케빈 펠레즈는 일부 재즈 공동체 구성원들이 록 음악을 재즈보다 덜 세련되고 더 상업적이라고 여겼다고 언급했다. 다음 2년 동안, 냉담한 데이비스는 더 자주 녹음하고, 많은 세션맨들과 작업하며, 텔레비전에 출연하고, 록 공연장에서 공연했다. 그만큼 빠르게 데이비스는 록, 펑크, 전자 처리 방식에 대한 실험을 계속하며 록 팬들의 충성도를 시험했다. 그의 프로듀서 테오 마세로는 이전에 녹음된 자료를 재키 존슨 사운드트랙, Live-Evil, 그리고 On the Corner에 삽입했다. Jack Johnson (1971)은 "지금까지 만들어진 가장 순수한 전기 재즈 레코드"이자 "그 시대의 가장 주목할 만한 재즈 록 음반 중 하나"로 평가된다.

### 데이비스의 사이드맨들, 가지를 뻗다

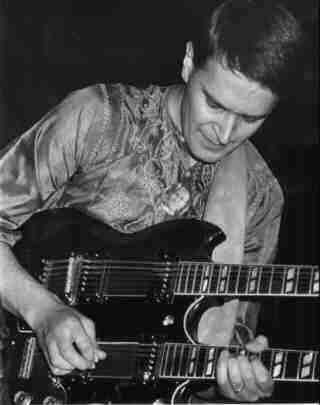
존 맥러플린이 마하비시누 오케스트라 시기에 공연하고 있다.

마일스 데이비스는 재즈 퓨전을 자신의 음악에 접목한 최초의 재즈 음악가 중 한 명이었다. 그는 또한 재능 있는 사이드맨을 알아보는 데 뛰어난 안목을 가졌다. 그가 초기 퓨전 작업에 선택한 여러 연주자들은 자신들의 밴드에서 성공을 거두었다.
데이비스는 약물 및 알코올 문제로 1975년에 음악 활동을 중단했지만, 그의 사이드맨들은 열린 창의적이고 재정적인 시야를 활용했다. 허비 행콕은 Head Hunters(1973)와 Feets, Don't Fail Me Now(1979)와 같은 상업적으로 성공한 앨범에 펑크, 디스코, 전자 음악 요소를 도입했다. 데이비스와 함께 Miles in the Sky를 녹음한 지 몇 년 후, 기타리스트 조지 벤슨은 이전의 재즈 경력을 무색하게 할 만큼 많은 팝 히트곡을 낸 보컬리스트가 되었다.
데이비스가 잠시 활동을 중단하는 동안 칙 코리아는 명성을 얻었다. 1970년대 초, 코리아는 베이스 기타의 스탠리 클라크와 일렉 기타의 알 디 미올라가 포함된 밴드 리턴 투 포에버에서 재즈, 록, 팝, 브라질 음악을 결합했다. 코리아는 이후 경력의 나머지를 어쿠스틱과 일렉트릭 음악, 비상업적 음악과 상업적 음악, 재즈와 팝 록 사이에서 양분했으며, 각 분야마다 아쿠스틱 밴드와 일렉트릭 밴드를 두었다.
조 자비눌과 웨인 쇼터는 1970년 12월에 영향력 있는 재즈 퓨전 밴드 웨더 리포트를 시작했다. 그들은 1986년까지 알폰스 무존, 자코 파스토리우스, 아이르투 모레이라, 미로슬라브 비투스와 같은 주요 음악가들과 함께 성공적인 경력을 보냈다.
토니 윌리엄스는 1963년부터 데이비스 밴드의 멤버였다. 윌리엄스는 "내가 있었던 분위기와는 다른 분위기를 만들고 싶었다... 전기로 가는 것보다 더 좋은 방법이 어디 있겠는가?"라고 회고했다. 그는 데이비스를 떠나 영국 기타리스트 존 맥러플린과 오르간 연주자 래리 영과 함께 더 토니 윌리엄스 라이프타임을 결성했다. 이 밴드는 록의 강렬함과 음량을 재즈의 자발성과 결합했다. 데뷔 앨범 Emergency!는 Bitches Brew가 녹음되기 3개월 전에 녹음되었다.
맥러플린은 마일스 데이비스와 함께 작업했지만, 지미 헨드릭스에게 더 많은 영향을 받았고, 코리아가 리턴 투 포에버를 시작할 무렵, 마하비시누 오케스트라를 결성하기 전에 영국 록 음악가 에릭 클랩튼과 믹 재거와 함께 연주했다. 맥러플린은 토니 윌리엄스의 라이프타임 멤버였다. 그는 자신의 음악에 다른 음악가들이 1960년대와 1970년대 초에 관심을 가졌던 많은 요소를 도입했다: 카운터컬처, 로큰롤, 전자 악기, 솔로 비르투오시티, 실험, 장르 혼합, 그리고 인도 음악과 같은 이국적인 것에 대한 관심. 그는 드러머 빌리 코범, 바이올린 연주자 제리 굿맨, 베이시스트 릭 레어드, 키보드 연주자 얀 해머와 함께 마하비시누 오케스트라를 결성했다. 이 밴드는 1971년에 첫 앨범인 The Inner Mounting Flame을 발매했다. 해머는 미니무그 신시사이저를 디스토션 효과와 함께 사용하는 것을 개척했다. 그의 피치 벤드 휠 사용은 키보드 소리를 일렉 기타처럼 들리게 만들었다. 마하비시누 오케스트라는 사이키델릭 록과 인도 고전 음악 모두의 영향을 받았다. 밴드의 첫 라인업은 두 장의 스튜디오 앨범과 한 장의 라이브 앨범 후에 해체되었지만, 맥러플린은 1974년에 최초의 일렉 바이올리니스트 중 한 명인 재즈 바이올린 연주자 장 뤽 폰티와 함께 같은 이름으로 또 다른 그룹을 결성했다.
1975년 마하비시누 오케스트라를 떠난 후 장 뤽 폰티는 애틀랜틱 레코드와 계약을 맺고 70년대 중반부터 80년대까지 빌보드 재즈 차트 상위 5위 안에 진입한 여러 성공적인 재즈 퓨전 솔로 앨범을 발매했다.
1970년대 후반, 리 리테나우어, 스터프, 조지 벤슨, 스파이로 가이라, 더 크루세이더스, 래리 칼튼이 퓨전 앨범을 발매했다.

## 재즈 록
"재즈 록"(또는 "재즈/록")이라는 용어는 때때로 "재즈 퓨전"의 동의어로 사용된다. 더 프리 스피리츠는 때때로 가장 초기의 재즈 록 밴드로 언급된다.
콜로세움, 시카고, 더 아이즈 오브 마치, 블러드, 스웨트 & 티어스, 체이스, 산타나, 소프트 머신, 뉴클리어스, 브랜드 X, 마더스 오브 인벤션, 이프와 같은 록 밴드들은 재즈와 록을 전기 악기와 혼합했다. 마일스 데이비스의 퓨전 재즈는 "순수한 멜로디와 음색"이었던 반면, 프랭크 자파의 음악은 더 "복잡"하고 "예측 불가능"했다. 자파는 1969년에 솔로 앨범 Hot Rats를 발매했다. 이 앨범은 재즈의 영향을 받은 긴 연주곡들을 포함했다. 자파는 1972년에 Waka/Jawaka와 The Grand Wazoo 두 앨범을 발매했는데, 이들은 재즈의 영향을 받았다. 조지 듀크와 앤슬리 던바는 두 앨범 모두에서 연주했다. 1970년대 밴드 스틸리 댄은 음악 비평가 닐 맥코믹으로부터 "부드럽고 영리한 재즈-록 퓨전"으로 칭찬받았다.
1960년대와 1970년대의 재즈 아티스트들은 산타나와 프랭크 자파와 같은 그 시대의 많은 록 그룹에 큰 영향을 미쳤다. 그들은 재즈의 프레이징과 하모니를 현대 록 음악에 통합하여 음악 역사를 크게 변화시켰고, 그들의 발자취를 따를 아티스트들을 위한 길을 열었다. 특히 카를로스 산타나는 마일스 데이비스와 그의 음악에 미친 영향에 대해 많은 찬사를 보냈다. 마일스 데이비스가 재즈에 모달 및 록의 영향을 결합한 반면, 카를로스 산타나는 이들과 함께 라틴 리듬과 감각을 결합하여 완전히 새로운 장르인 라틴 록을 형성했다. 게리 무어, 그레이트풀 데드, 도어스, 지미 헨드릭스, 존 스코필드, 올맨 브라더스 밴드와 같은 다른 록 아티스트들은 블루스, 재즈, 블루스 록, 재즈 록의 영향을 받아 자신의 음악에 통합했다.
올뮤직에 따르면, 재즈 록이라는 용어는 "재즈 진영에서 가장 시끄럽고, 거칠고, 가장 전자기적인 퓨전 밴드를 지칭할 수 있지만, 대개는 그 방정식의 록 측면에서 온 연주자들을 묘사한다... 재즈 록은 60년대 후반에 록의 내재적 힘과 재즈의 음악적 복잡성 및 즉흥적 불꽃놀이를 융합하려는 시도로 처음 등장했다. 록이 종종 기교보다는 직접성과 단순성을 강조했기 때문에, 재즈 록은 일반적으로 60년대 후반과 70년대 초반의 가장 예술적으로 야심찬 록 서브 장르인 사이키델리아, 프로그레시브 록, 싱어송라이터 운동에서 발전했다."
재즈 작가 스튜어트 니콜슨에 따르면, 재즈 록은 "1960년대에 완전히 새로운 음악 언어를 창조하려는" 프리 재즈와 병행했다. 그는 토니 윌리엄스 라이프타임의 앨범 Emergency!(1969)와 마일스 데이비스의 Agharta(1975)가 "결국 이전에 존재했던 어떤 소리와 관습과도 완전히 독립적인 장르로 스스로를 정의할 수 있는 잠재력을 시사했다"고 말했다. 니콜슨은 이러한 발전이 상업주의에 의해 억압되었고, 이 장르가 1970년대 말 FM 라디오에서 자리 잡게 된 "특이한 종류의 재즈풍 팝 음악으로 변이되었다"고 말했다.
1970년대에는 미국의 퓨전이 영국에서 프로그레시브 록 및 사이키델릭 음악과 결합되었다. 이 운동에 참여한 밴드로는 Brand X (제네시스의 필 콜린스 포함), Bruford (예스의 빌 브루포드 포함), Nucleus (이안 카가 이끌었다), Soft Machine 등이 있었다. 유럽과 전 세계적으로 이 운동은 프랑스의 마그마, 독일의 패스포트, 유고슬라비아의 타임, 렙 이 솔, 셉템버, 그리고 기타리스트 얀 아케르만(네덜란드), 폴커 크리겔(독일), 테르제 뤼프달(노르웨이), 유카 톨로넨(핀란드), 료 가와사키(일본), 와타나베 카즈미(일본)와 같은 밴드들 덕분에 성장했다.

## 재즈 메탈
재즈 메탈은 재즈 퓨전과 재즈 록에 헤비 메탈을 퓨전한 장르이다. 애니멀스 애즈 리더스의 앨범 The Joy of Motion(2014)과 The Madness of Many(2016)는 프로그레시브 메탈과 재즈 퓨전이 결합된 것으로 묘사되었다. 판처발레트는 재즈와 헤비 메탈을 혼합한다. 임페리얼 트라이엄펀트는 재즈와 데스 메탈 및 블랙 메탈을 결합한다.

## 재즈 팝
재즈 팝(Jazz pop, 팝 재즈 또는 재지 팝으로도 불린다)은 재즈 악기, 부드러운 프로덕션, 상업적으로 성공 가능하며 라디오 친화적인 음악이다. 재즈 팝에서는 즉흥 연주가 적지만 재즈의 멜로디와 스윙을 유지한다. 뉴욕 타임스의 로버트 팔머는 재즈 팝이 재즈 록과 구별되어야 한다고 언급했다.
재즈 팝 음악가로는 케니 지, 밥 제임스, 조지 벤슨이 있다. 프랭크 시나트라는 재즈의 영향과 전통 팝 음악 및 크루닝을 혼합한 보컬리스트로 불렸다. 최근 재즈 팝 보컬리스트의 예로는 레이베이가 있다.

## 스무드 재즈

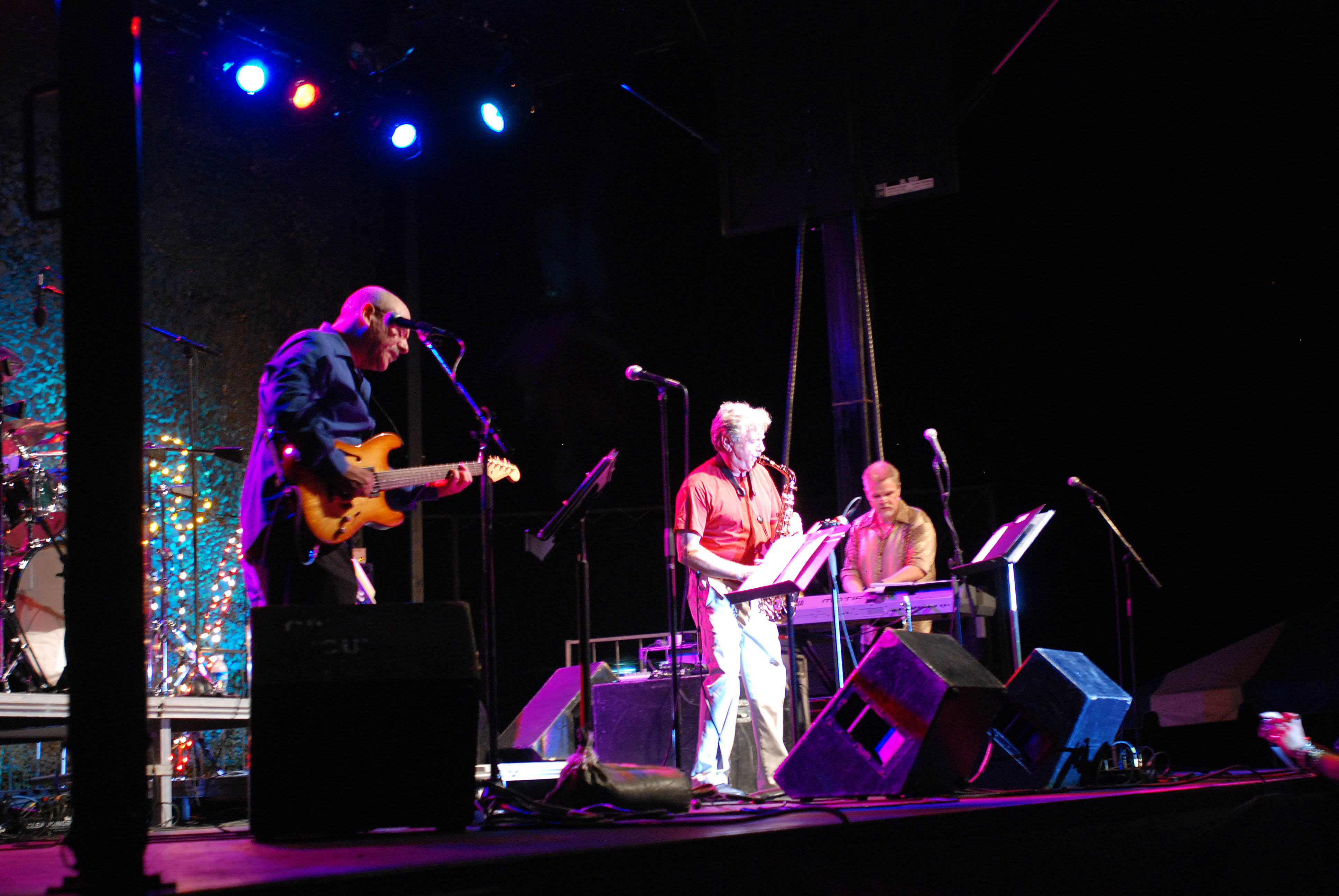
스파이로 가이라는 재즈와 R&B, 펑크, 팝을 결합한다.

1980년대 초까지 원래 퓨전 장르의 많은 부분이 재즈와 록의 다른 분야, 특히 R&B, 펑크, 팝 음악의 영향을 받은 라디오 친화적인 퓨전 하위 장르인 스무드 재즈에 흡수되었다. 스무드 재즈는 적어도 1960년대 후반으로 거슬러 올라갈 수 있는데, 당시 프로듀서 크리드 테일러는 기타리스트 웨스 몽고메리와 함께 대중음악 지향적인 세 장의 앨범을 작업했다. 테일러는 CTI 레코드를 설립했고, 많은 유명 재즈 연주자들이 CTI에서 녹음했는데, 이들 중에는 프레디 허바드, 쳇 베이커, 조지 벤슨, 스탠리 터렌타인이 포함되었다. 테일러의 지휘 아래 나온 앨범들은 팝 팬과 재즈 팬 모두를 대상으로 했다.
재즈와 팝/록 음악의 결합은 1970년대 후반과 1980년대 초반에 소프트 록 라디오 플레이리스트에 편안하게 어울릴 수 있는 부드러운 사운드 팔레트를 가진 곡들 형태로 더욱 상업적인 방향으로 나아갔다. 올뮤직 가이드의 퓨전 관련 기사는 "불행히도 퓨전이 돈벌이가 되고 록이 70년대 중반부터 예술적으로 쇠퇴하면서, 퓨전이라고 불리는 것 중 상당수는 실제로는 재즈와 이지 리스닝 팝 음악, 가벼운 R&B의 결합이었다"고 언급한다.
마이클 브레커와 랜디 브레커는 솔로이스트들과 함께 펑크의 영향을 받은 재즈를 선보였다. 데이비드 샌본은 "소울풀하고" "영향력 있는" 목소리로 평가되었다. 그러나 케니 지는 엄청난 상업적 성공을 거두었음에도 불구하고 퓨전 및 재즈 팬들과 일부 음악가들로부터 비판을 받았다. 음악 평론가 조지 그레이엄은 "케니 지와 같은 사람들의 소위 '스무드 재즈' 사운드는 1970년대 전성기의 최고의 퓨전 장면을 특징짓는 불꽃과 창의성이 전혀 없다"고 주장한다.

## 기타 스타일

### 펑크 재즈
1990년대에는 또 다른 종류의 퓨전이 더욱 하드코어한 접근 방식을 취했다. 빌 라스웰은 아방가르드 기타리스트 소니 샤록의 Ask the Ages와 라스웰의 밴드 아르카나의 Arc of the Testimony와 같은 많은 앨범을 이 운동에서 프로듀싱했다. 나이아신은 록 베이시스트 빌리 시핸, 드러머 데니스 챔버스, 오르간 연주자 존 노벨로에 의해 결성되었다.
런던에서 더 팝 그룹은 프리 재즈와 레게를 펑크 록 스타일에 혼합하기 시작했다. 뉴욕 시에서는 노 웨이브가 프리 재즈와 펑크에 영감을 받았다. 이 스타일의 예로는 리디아 런치의 Queen of Siam, 소울 음악과 프리 재즈, 펑크 록을 혼합한 제임스 챈스와 더 컨토션스, 그리고 스스로를 펑크 재즈라고 부른 첫 번째 그룹인 라운지 리자드가 있다.
존 존은 펑크 록에서 유행하던 속도와 불협화음에 주목하여 1986년 스파이 대 스파이 앨범을 발매하며 이를 프리 재즈에 접목했다. 이 앨범은 오넷 콜먼의 곡들을 스래시코어 스타일로 연주한 모음곡이었다. 같은 해, 소니 샤록, 페터 브뢰츠만, 빌 라스웰, 그리고 로널드 섀넌 잭슨은 라스트 엑시트라는 이름으로 첫 앨범을 녹음했는데, 이는 스래시와 프리 재즈가 혼합된 것이었다.

### 재즈 펑크
재즈 펑크는 강한 백 비트(그루브), 전기적인 사운드, 그리고 초기에는 아날로그 신시사이저의 유행으로 특징지어진다. 펑크, 솔, R&B 음악과 스타일을 재즈에 통합하면서, 그 스펙트럼이 상당히 넓고 강한 재즈 즉흥 연주부터 재즈 편곡, 재즈 리프, 재즈 솔로, 그리고 때로는 솔 보컬이 포함된 솔, 펑크 또는 디스코에 이르는 장르가 탄생했다.
재즈 펑크는 주로 미국 장르로, 1970년대와 1980년대 초반에 걸쳐 인기를 끌었지만, 1970년대 중반 영국 클럽 신에서도 주목할 만한 인기를 얻었다. 재즈 펑크는 일부 재즈 퓨전 프로덕션보다 그루브와 R&B의 느낌을 더 강하게 유지하며, 솔 재즈보다 더 많이 편곡되고 더 많은 즉흥 연주를 특징으로 한다.

### M-베이스

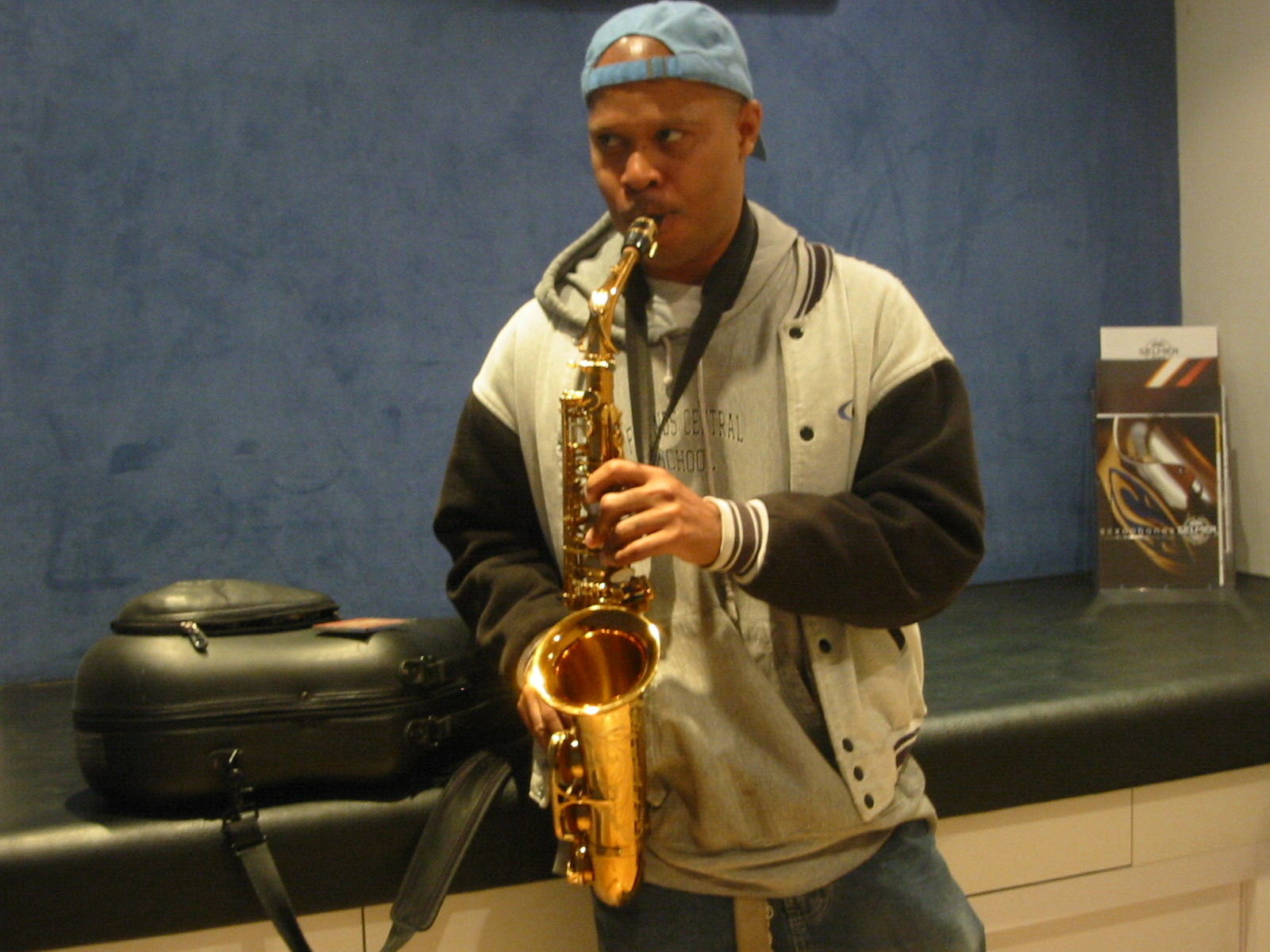
2004년 7월 파리에서 스티브 콜먼

M-베이스("macro-basic array of structured extemporization")는 1980년대에 시작된 운동을 중심으로 한다. 이는 뉴욕의 젊은 아프리카계 미국인 음악가 그룹으로 시작되었으며, 스티브 콜먼, 그레그 오스비, 게리 토마스가 복잡하지만 그루브한 사운드를 개발했다. 1990년대에는 대부분의 M-베이스 참여자들이 더 전통적인 음악으로 전환했지만, 가장 활발한 참여자였던 콜먼은 M-베이스 개념에 따라 자신의 음악을 계속 발전시켰다. M-베이스는 느슨한 집단에서 비공식적인 "학파"로 변화했다.

### 아프로쿠반 재즈
아프로쿠반 재즈는 라틴 재즈의 초기 형태 중 하나로, 아프로쿠반 클라베 기반 리듬과 재즈 하모니 및 즉흥 연주 기술을 융합한 것이다. 아프로쿠반 재즈는 1940년대 초 뉴욕 시에서 쿠바 음악가 마리오 바우자와 마치토가 만든 마치토 앤 히스 아프로-쿠반스 밴드와 함께 등장했다. 1947년, 비밥 혁신가 디지 길레스피와 쿠바 퍼커션 연주자 차노 포조의 협업은 아프로쿠반 리듬과 악기, 특히 콩가와 봉고를 이스트 코스트 재즈 신으로 가져왔다. 길레스피와 포조의 "만테카", 찰리 파커와 마치토의 "망고 망구에"와 같은 재즈와 쿠바 음악의 초기 조합은 일반적으로 쿠반 비밥의 줄임말인 "쿠밥"으로 불렸다. 처음 몇십 년 동안 아프로쿠반 재즈 운동은 쿠바보다 미국에서 더 강세를 보였다.

## 록 음악에 미친 영향
베이시스트 랜디 잭슨에 따르면, 재즈 퓨전은 연주하기 어려운 장르이다. "저는 궁극의 테크니컬 음악가가 되기 위해 재즈 퓨전을 선택했습니다—무엇이든 연주할 수 있는. 재즈 퓨전은 저에게 가장 연주하기 어려운 음악입니다. 악기에 너무 능숙해야 합니다. 예를 들어, 동시에 다섯 가지 템포를 연주하는 것. 저는 가장 힘든 음악을 시도하고 싶었습니다. 왜냐하면 그렇게 할 수 있다면 무엇이든 할 수 있다는 것을 알았기 때문입니다."
프로그레시브 록은 긴 솔로, 다양한 영향, 비표준 박자표, 복잡한 음악에 대한 친밀함을 가지고 재즈 퓨전과 매우 유사한 음악적 가치를 공유했다. 퓨전 요소가 혼합된 프로그레시브 록의 대표적인 예로는 공, 킹 크림슨, 오즈릭 텐타클즈, 에머슨, 레이크 & 파머의 음악이 있다.
재즈 록 퓨전의 기술적으로 도전적인 기타 솔로, 베이스 솔로, 그리고 홀수 박자의 싱코페이션 드럼 연주는 1980년대 후반에 기술 중심의 프로그레시브 메탈 장르에 통합되기 시작했다. 왓치타워의 1989년 앨범 Control and Resistance는 재즈 퓨전의 영향을 받은 사운드를 실험한 최초의 프로그레시브/스래시 메탈 앨범 중 하나이다. 데스 메탈 밴드 애시스트는 1991년 Unquestionable Presence와 1993년 Elements 앨범을 발매했는데, 이 앨범들은 강하게 싱코페이션된 드럼 연주, 변화하는 박자표, 기악 부분, 어쿠스틱 간주, 그리고 라틴 리듬을 포함하고 있었다. 메슈가는 1995년 Destroy Erase Improve를 발매하며 빠른 템포의 데스 메탈, 스래시 메탈, 프로그레시브 메탈과 재즈 퓨전 요소의 융합으로 국제적인 주목을 받았다. 시닉은 1993년 앨범 Focus를 통해 재즈 퓨전의 영향을 받은 복잡하고 비정통적인 형태의 실험적인 데스 메탈을 녹음했다. 1997년, 기타 기술 학교의 기타리스트 제니퍼 배튼은 제니퍼 배튼스 트라이벌 레이지: 모멘텀이라는 이름으로 록, 퓨전, 이국적인 사운드가 혼합된 연주곡 앨범 Momentum을 발매했다. 머드베인은 재즈, 특히 베이시스트 라이언 마티니의 연주에서 큰 영향을 받았다. 푸야는 종종 미국 및 라틴 재즈 음악의 영향을 통합한다.
또 다른 지적인, 완전 연주곡 프로그레시브 재즈 퓨전 메탈 밴드 플래닛 X는 2000년에 토니 매캘파인, 데릭 셰리니언(전 드림 시어터 출신), 그리고 버지 도나티(트라이벌 테크의 스콧 헨더슨과 연주한 경력이 있다)와 함께 유니버스를 발매했다. 이 밴드는 퓨전 스타일의 기타 솔로와 싱코페이션된 홀수 박자 드럼 연주를 메탈의 헤비함과 결합한다. 테크-프로그-퓨전 메탈 밴드 아고라는 1995년에 결성되었고, 1999년에 션 말론과 션 라인하트(모두 시닉의 전 멤버)가 참여한 자체 타이틀 아고라를 발매했다. 시닉과 연결된 또 다른 실험적인 프로그레시브 메탈 밴드 고르디안 노트는 1999년에 데뷔 앨범을 발매했는데, 이 앨범은 재즈 퓨전에서 메탈에 이르는 다양한 스타일을 탐구했다. 더 마스 볼타는 재즈 퓨전의 영향을 매우 강하게 받아 드럼 패턴과 연주 라인에서 진보적이고 예상치 못한 전환을 사용한다. 우즈베키스탄의 프로그 밴드 프롬즈의 스타일은 "프로그 퓨전"으로 묘사된다. 긴 연주곡 잼에서 밴드는 록과 앰비언트 월드 뮤직의 퓨전에서 재즈와 프로그레시브 하드 록 톤으로 전환한다.